# Hodeng-Hodenger
Hodeng-Hodenger is een gemeente in het Franse departement Seine-Maritime (regio Normandië) en telt 202 inwoners (1999). De plaats maakt deel uit van het arrondissement Dieppe.

## Geografie
De oppervlakte van Hodeng-Hodenger bedraagt 11,4 km², de bevolkingsdichtheid is 17,7 inwoners per km².
De onderstaande kaart toont de ligging van Hodeng-Hodenger met de belangrijkste infrastructuur en aangrenzende gemeenten.

## Demografie
Onderstaande figuur toont het verloop van het inwonertal (bron: INSEE-tellingen).